# Gavriélla Símossi
Gavriélla Símossi (grec moderne : Γαβριέλλα Σίμωσι ; Pýrgos, 1er août 1926 - Paris, 25 mai 1999) est une sculptrice grecque,. Elle est connue pour son œuvre intitulée Les Oiseaux (grec moderne : Τα Πουλιά), une sculpture de 2 mètres de haut, qu'elle réalise en 1988 et qui est située sur la place Karaïskákis.

## Biographie
Gavriélla Símossi naît dans la ville de Pýrgos, en Élide, en 1926,. Elle est le deuxième enfant de Konstantínos Símossi, ingénieur chimiste originaire de l'île d'Eubée, et d'Angelikí Champá, originaire de l'archipel des Cyclades. Elle commence l'expérimentation de la sculpture à l'âge de douze ans, en réaction à ses professeurs et à la discipline que ces derniers lui imposent. En 1954, elle s'installe définitivement à Paris en compagnie de son époux, Giánnis Gaḯtis. Elle meurt le 27 mai 1999, deux mois avant une exposition rétrospective de ses œuvres au sein du Couvent des Cordeliers à Paris.
Elle effectue ses études à Athènes, au cours de la période entre 1945 et 1950, au sein de l'École des beaux-arts d'Athènes, plus précisément au sein de l'atelier de Michális Tómbros, puis, en 1955, au sein de l'École nationale des beaux-arts et de l'Académie de la Grande-Chaumière, aux côtés du sculpteur russe Ossip Zadkine (1955-1957), à Paris,. En 1972, elle reçoit le prix du Premio Morgan's Paint à Ravenne, puis, en 1992, en France, le titre de chevalier des Arts et des Lettres,.

## Distinctions
- Chevalier de l'ordre des Arts et des Lettres